# Мішура Степан Кирилович
Мішура Степан Кирилович — український письменник.
Народився 26 вересня 1916 року в Києві. Помер 29 жовтня 1960 року там же. Закінчив Ленінградське військово-політичне училище та Вищу партійну школу в Києві. Учасник Німецько-радянської війни.
Був головним редактором видавництва «Радянський письменник», начальником сценарного відділу Київської кіностудії художніх фільмів. Автор роману «Бережани» (1953), повістей, оповідань та сценарію науково-популярного фільму «Полтавська битва» (1959).
Нагороджений орденами та медалями.
Був членом Спілки письменників України.